# Alan Doyer
José Espinosa Serrano, más conocido por su seudónimo de Alan Doyer, fue un historietista español.

## Biografía
José Espinosa comenzó su carrera en 1954, trabajando en el tebeo policíaco S.C.I. de Valor, todavía con un estilo muy inmaduro.
Más profesional se mostró en la exitosa Kit-boy (1956-1959) de Soriano, aún bajo la influencia del Luis Bermejo de Aventuras del FBI.
Logró, sin embargo, su mayor popularidad gracias a su trabajo en Hazañas Bélicas de Toray, donde dio vida al Sargento Gorila en 1966.
José Espinosa adaptó también varios relatos literarios en las colecciones Novelas Gráficas (Toray, 1966) y Joyas Literarias Juveniles (Bruguera, 1974-1975).